# سفارة العراق في الدنمارك
سفارة العراق في الدنمارك هي أرفع تمثيل دبلوماسي لدولة العراق لدى الدنمارك. تقع السفارة في كوبنهاغن وهي تهدف لتعزيز المصالح العراقية في الدنمارك.

## أحداث
في 22 تموز/يوليو 2023 أقدمت مجموعة دنماركية يمينية متطرفة مناهضة للإسلام، تطلق على نفسها "الوطنيون الدنماركيون" (Danske Patrioter)، على حرق نسخة من القرآن الكريم أمام السفارة العراقية بكوبنهاغن، وقام أنصار المجموعة بإلقاء العلم العراقي والمصحف على الأرض، ورفعوا لافتات معادية للإسلام، ورددوا شعارات مسيئة له.

### ردود الفعل
العراق: أدانت وزارة الخارجية العراقية، واقعة الاساءة التي تعرّض لها القرآن الكريم وعلم جمهوريّة العراق أمام مبنى السفارة العراقية في الدنمارك وقالت «تُدينُ بعباراتٍ شديدةٍ ومكرَّرة، واقعة الاساءة التي تعرّض لها القرآن الكريم وعلم جمهوريّة العراق أمام مبنى السفارة العراقية في الدنمارك»، وأضافت أن «الوزارة تدعو المجتمع الدوليّ للوقوف بشكل عاجل ومسؤول تجاه هذه الفضائع التي تخرق السلم والتعايش المجتمعيين حول العالم».